# Panzerkampfwagen III
PzKpfw III (Panzerkampfwagen III) – zaprojektowany przez Daimler-Benz AG, niemiecki czołg średni z okresu II wojny światowej. Był najbardziej dynamicznie rozwijanym modelem służącym w armii III Rzeszy. Uzbrojeniem pierwszych egzemplarzy, wybudowanych w 1937, były działa kalibru 37 mm. Ponieważ nie sprawdzały się one w walce z czołgami alianckimi, już w 1940 zaczęto produkować czołgi wyposażone w armaty kalibru 50 mm (zarówno krótko- jak i długolufowe). W połowie 1942 rozpoczęto przezbrajanie wozów w krótkolufowe działa kalibru 75 mm. Ograniczono też ich rolę do bezpośredniego wspierania własnej piechoty i osłaniania czołgów ciężkich PzKpfw VI Tiger przed piechotą przeciwnika. W połowie 1943 zupełnie zaprzestano ich produkcji, a przed końcem roku następnego, wozy PzKpfw III niemal zupełnie zniknęły z oddziałów frontowych. Kilka z nich pozostało jednak do końca wojny, głównie w jednostkach okupacyjnych.

## Historia rozwoju

### PzKpfw III Ausf. A
Projekt czołgu średniego powstał w połowie 1936 w firmie Daimler-Benz. Jego układ jezdny składał się z pięciu par podwójnych kół nośnych, dwóch par podwójnych kół podtrzymujących, oraz pary kół napędowych i napinających. Zarówno koła nośne, jak i podtrzymujące, były zaopatrzone w gumowe bandaże. Wóz był napędzany silnikiem Maybach HL 108 TR o mocy 230 KM, zapewniającym prędkość 32 km/h. Zarówno kadłub, jak i wieża, były opancerzone płytami grubości do 14,5 mm. Uzbrojenie czołgu stanowiło działo 37 mm KwK 35/36 L/45, oraz trzy karabiny maszynowe MG34 kalibru 7,92 mm. Jeden z nich był umieszczony w kadłubie, natomiast pozostałe dwa, sprzężone, były umieszczone w wieży. Załogę stanowiło pięciu ludzi: dowódca, celowniczy, ładowniczy, radiotelegrafista/strzelec, oraz kierowca/mechanik. Całkowita masa wozu wynosiła 15 400 kg. W 1937 wyprodukowano 15 egzemplarzy czołgu PzKpfw III Ausf. A.

### PzKpfw III Ausf. B
W 1937 dokonano całkowitej przebudowy podwozia. Zastosowano osiem par podwójnych kół nośnych, połączonych parami w wózki jezdne. Wózki te, były z kolei parami zawieszone na dwóch resorach piórowych. Dodano również jedną parę podwójnych kół podtrzymujących. Dzięki tym zmianom, prędkość maksymalna czołgu wzrosła do 35 km/h, przy jednoczesnym wzroście masy pojazdu do 15 900 kg. Zmodyfikowano także kształt wlotów powietrza i układ wydechowy. Tak powstał model PzKpfw III Ausf. B, którego 15 sztuk wyprodukowano w 1937.

### PzKpfw III Ausf. C
Podwozie czołgu PzKpfw III nadal poddawano modyfikacjom. Zmieniono mianowicie zawieszenie wózków jezdnych. W wersji PzKpfw III Ausf. C, tylko środkowe wózki były zawieszone na wspólnym resorze półeliptycznym. Natomiast dwa skrajne, posiadały własne, krótsze amortyzatory. Dokonano również zmian w układzie wydechowym i w mechanizmach skrętu. Doprowadziło to do niewielkiego wzrostu masy czołgu, która wynosiła 16 000 kg. Na przełomie 1937 i 1938, wyprodukowano 15 sztuk tego wozu.

### PzKpfw III Ausf. D
Model PzKpfw III Ausf. D wprowadzał kolejne zmiany w układzie jezdnym. Zmieniło się mianowicie zamocowanie amortyzatorów pierwszego i czwartego wózka. Zmieniono też konstrukcję kół napędowych i napinających. Dokonano również kilku innych modyfikacji. W okresie od stycznia do czerwca 1938 roku, zbudowano 30 egzemplarzy. Całkowita masa takiego pojazdu wynosiła 19 800 kg.
Niektóre czołgi z serii Ausf. A/B/C/D miały już z przodu pancerz 30 mm.

### PzKpfw III Ausf. E

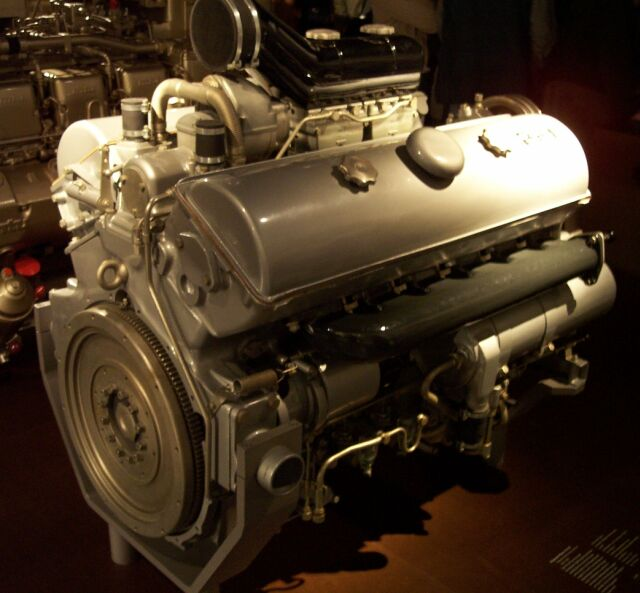
Silnik 12-cyl. Maybach HL 120

Pierwszy produkowany wielkoseryjnie model czołgu PzKpfw III Ausf. E został całkowicie przeprojektowany w stosunku do poprzednich wersji, a na jego konstrukcji oparte były wszystkie późniejsze modele. Nowy układ zawieszenia składał się z sześciu par podwójnych kół jezdnych, zamocowanych na indywidualnych wahaczach i drążkach skrętnych. Wzajemne przesunięcie drążków skrętnych powodowało nieznaczne wysunięcie do przodu kół po prawej stronie pojazdu. Pierwsza i ostatnia para posiadała dodatkowe amortyzatory hydrauliczne. Zastosowano również lżejsze koła napinające. Nowy pojazd, o oznaczeniu fabrycznym 4./Z.W. (w dokumentacji także Z.W.38), napędzany był mocniejszym silnikiem Maybach HL 120 TR o zwiększonej pojemności i mocy 265 KM, pozwalającym na osiągnięcie prędkości 40 km/h. W połączeniu z 10-biegową półautomatyczną skrzynią biegów Variorex ów silnik i zawieszenie miały umożliwić osiąganie prędkości 70 km/h, lecz ograniczono ją regulaminowo do 40 km/h z uwagi na zużycie gumowych bandaży kół. Wszystkie czołgi tej serii były już wyposażone w pancerz grubości 30 mm z przodu i po bokach kadłuba oraz wieży (tył kadłuba miał 20 mm, dno i góra 16 mm). Przednie płyty pancerza były utwardzane powierzchniowo, pozostałe – homogeniczne. Później część czołgów przezbrojono w działa 50 mm KwK 38 L/42. Całkowita masa wozu wynosiła 19 500 kg. Zamówiono 96 egzemplarzy w zakładach Daimler-Benz i MAN, ostateczny montaż odbywał się w zakładach Alkett. Pierwszy czołg Ausf. E został ukończony w grudniu 1938, jednakże z powodu problemów ze skrzynią biegów produkcja szła początkowo powoli i przed wybuchem wojny, do sierpnia 1939, zbudowano 50 egzemplarzy, a pozostałe ukończono do końca 1939 roku.

### PzKpfw III Ausf. F
Od sierpnia 1939 rozpoczęto dostawy wozów PzKpfw III Ausf. F (oznaczenie fabryczne 5./Z.W.), napędzanych silnikiem Maybach HL 120 TRM (z ulepszonym iskrownikiem). Poprawiono także system wentylacji przedziału silnikowego. Oprócz tego, czołgi nie różniły się istotnie od wersji E. Wyprodukowano 435 zamówionych wozów, w 6 fabrykach. Z powodu opóźnień w dostawach pancerza, produkcja przeciągnęła się do kwietnia-maja 1941, a ostatnią partię ok. 75 – 96 czołgów produkowanych od lipca 1940 wyposażono w nową armatę 50 mm KwK 38 L/42. Złamano przy tym osobisty rozkaz Hitlera, który nakazał uzbrojenie wozów w długolufowe działa 50 mm KwK 39 L/60. Przezbrojenie PzKpfw III wynikało z doświadczeń wyniesionych z kampanii na zachodzie Europy. Armata kalibru 37 mm nie sprawdzała się w walce z dobrze opancerzonymi czołgami francuskimi. Montaż większego działa skutkował koniecznością usunięcia z wieży jednego z karabinów maszynowych.

### PzKpfw III Ausf. G
Od marca 1940 rozpoczęto dostawy nowej wersji wozu PzKpfw III Ausf. G (oznaczenie fabryczne 6./Z.W.). Główną zmianą konstrukcyjną było pogrubienie tylnego pancerza z 20 do 30 mm. Pierwsze 142 – 161 czołgów było w dalszym ciągu uzbrojonych w działo 37 mm KwK 35/36 L/45, natomiast od lipca 1940 standardowo produkowano czołgi uzbrojone w armatę kalibru 50 mm KwK 38 L/42 (starsze źródła podawały, że 50 czołgów miało armatę 37 mm). Dokonano również w tej wersji kilku drobnych modyfikacji: dodano wentylator w wieży, wymieniono wieżyczkę dowódcy na lepiej chronioną i zastosowano podnoszoną osłonę wizjera kierowcy. Wyprodukowano 600 czołgów PzKpfw III Ausf. G, do kwietnia-maja 1941.
Od grudnia 1940 rozpoczęto przezbrajanie starszych czołgów wersji E, F i G w armatę 5 cm L/42, a także wyposażanie ich w dodatkowy przykręcany pancerz 30 mm z przodu i tyłu kadłuba. Przezbrojono ogółem 424 starsze czołgi. Od stycznia 1941 część czołgów F, G i H otrzymała modyfikacje tropikalne, polegające na poprawieniu chłodzenia silnika. Widoczną modyfikacją było stosowanie typowego zasobnika z tyłu wieży od kwietnia 1941.

### PzKpfw III Ausf. H
Czołg PzKpfw III Ausf. H był pierwszym wariantem, który od początku był przewidziany do uzbrojenia w armatę 50 mm KwK 38 L/42 (oznaczenie fabryczne 7./Z.W., w dokumentacji także Z.W.39). Zamówienie na ich produkcję złożono już w 1938 roku; równolegle przystąpiono do opracowania działa i jego jarzma. Po doświadczeniach wyniesionych z kampanii w Polsce, postanowiono zwiększyć także opancerzenie czołgów PzKpfw III. Zmiany jednak nie były daleko idące i sprowadzały się do zamontowania dodatkowych płyt pancernych grubości 30 mm (opancerzenie typu aplique, niem. Zusatzpanzerung) przykręconych do zasadniczego pancerza grubości 30 mm z przodu i tyłu kadłuba. Nowe jarzmo broni (typu Walzenblende), wspólne dla armaty i pojedynczego karabinu maszynowego MG 34, miało pancerz grubości 35 mm, później pogrubiony do 50 mm. Masa pojazdu wzrosła do 21 600 kg. Ponadto wprowadzono wiele drobniejszych ulepszeń. Zastosowano bardziej niezawodną mechaniczną sześciobiegową skrzynię biegów, a z powodu zwiększonej masy, poszerzono gąsienice, co spowodowało także zmianę kół napędowych i napinających (część czołgów miała koła starego typu, lecz poszerzone). Pierwotne zamówienie na 759 czołgów zredukowano i ostatecznie od października 1940 do kwietnia 1941 wyprodukowano ok. 286 sztuk, w czterech zakładach (Daimler-Benz, MAN, MIAG, Henschel).

### PzKpfw III Ausf. J

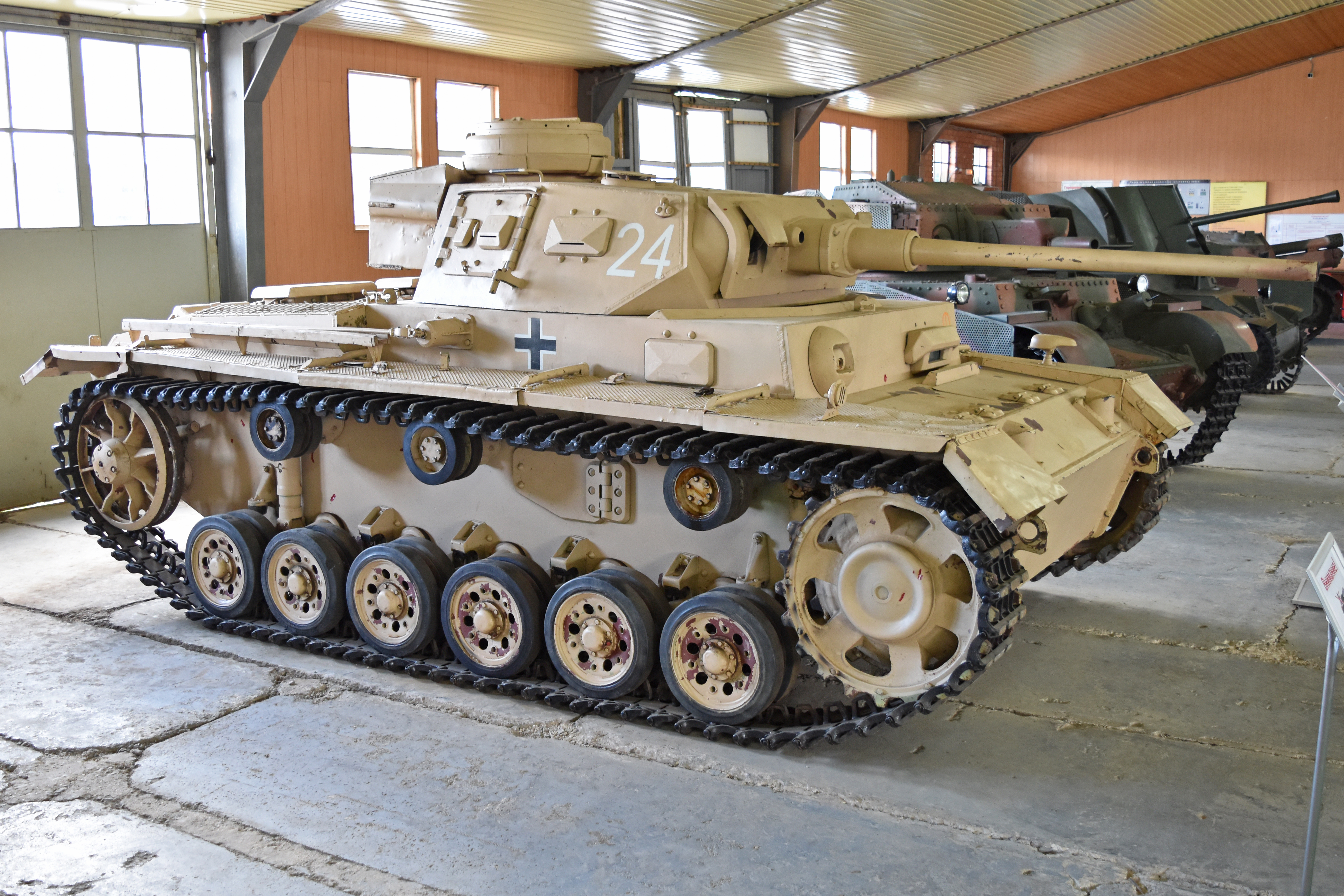
PzKpfw III Ausf. J z długim działem 50 mm KwK 39 L/60

W marcu 1941, ponownie zmieniono opancerzenie czołgu PzKpfw III. Grubość pancerza z przodu i z tyłu kadłuba wzrosła do 50 mm (bez płyt aplique) i został zmniejszony pancerz na dachu wieży z 12 na 10 mm. W rezultacie masa czołgu zmalała do 21 500 kg. Do grudnia wybudowano 1549 egzemplarzy wozu PzKpfw III Ausf. J z krótkolufową armatą 50 mm KwK 38 L/42. Pierwsze miesiące wojny ze Związkiem Radzieckim pokazały, że działo to jest nieskuteczne przeciwko dobrze opancerzonym czołgom T-34 i KW-1. Dlatego też kolejne produkowane pojazdy z tej serii, były już uzbrojone w długolufową armatę 50 mm KwK 39 L/60. Do lipca 1942 wybudowano 1067 sztuk. Od kwietnia 1942, zaczęto montować z przodu górnej części kadłuba, dodatkowy pancerz typu aplique grubości 20 mm.

### PzKpfw III Ausf. K
Na początku 1942 roku po doświadczeniach wyniesionych po walkach z sowieckimi T-34 i KW-1 Niemcy zaczęli pracę mające wzmocnić Panzer III.
Postanowiono go uzbroić w armatę Kwk 40 kal. 75 mm. Jednak po wyprodukowaniu 50 egzemplarzy porzucono dalsze prace, a wszystkie czołgi przerobiono na Ausf. J.

### PzKpfw III Ausf. L/M
Modyfikacje wprowadzone w kolejnych seriach czołgów PzKpfw III, sprowadzały się do zwiększenia czołowego opancerzenia wieży do 57 mm oraz zamontowania dodatkowej osłony jarzma działa i góry kadłuba grubości 20 mm. Spowodowało to wzrost masy całkowitej do 22 300 kg. Zostały też usunięte wizjery po bokach wieży. Do końca roku wyprodukowano 653 egzemplarze PzKpfw III Ausf. L. Wersja M posiadała zmodyfikowany układ wydechowy, umożliwiający pokonywanie przeszkód wodnych o głębokości do 1,3 m. Dodano też trzy wyrzutnie pocisków dymnych kal. 90 mm NbK 39 po bokach wieży. Skutkowało to dalszym wzrostem masy wozu do 22 700 kg. Później w wersjach Ausf. L/M zaczęto także montować specjalne ekrany pancerne typu Schürzen grubości 5 mm, chroniące boki kadłuba i wieży czołgu przed pociskami kumulacyjnymi i małokalibrowej broni przeciwpancernej. Do lutego 1943 powstało 250 sztuk PzKpfw III Ausf. M. Nieznaną liczbę wozów obu wersji przebudowano następnie na czołgi PzKpfw III Ausf. N lub działa pancerne Sturmgeschütz III.

### PzKpfw III Ausf. N
W 1942, zdano sobie sprawę z faktu, że zarówno opancerzenie, jak i uzbrojenie czołgu PzKpfw III, jest niewystarczające by skutecznie walczyć z radzieckimi czołgami serii T-34 i KW. Opancerzenie próbowano zwiększyć w wersjach J, L i M, jednak zamontowanie długolufowego działa przeciwpancernego kalibru 75 mm, było niemożliwe z powodu zbyt małych rozmiarów wieży. Dlatego zdecydowano o stopniowym wycofywaniu PzKpfw III z jednostek pancernych i użyciu ich do bezpośredniego wsparcia własnej piechoty lub skierowaniu do batalionów czołgów ciężkich, w roli osłony przed nieprzyjacielską piechotą. Aby lepiej spełniał to zadanie przezbrojono go w krótkolufową armatę 75 mm KwK 37 L/24. Tak powstał model oznaczony PzKpfw III Ausf. N, o masie 23 000 kg, którego produkcja trwała od czerwca 1942 do sierpnia 1943. Ogółem, łącznie z przezbrojonymi czołgami innych wersji, powstało 700 sztuk tego wozu.

## Użycie
Czołg PzKpfw III miał być z założenia trzonem niemieckich wojsk pancernych. Zgodnie z koncepcją opracowaną przez Heinza Guderiana, bataliony pancerne miały się składać z trzech kompanii lekkich i jednej ciężkiej. Wozy PzKpfw III projektowano do służby w kompaniach lekkich. Ich wsparciem miały być wozy cięższe, później oznaczone PzKpfw IV. W praktyce długo nie udało się zrealizować tych planów.
W momencie wybuchu wojny, w armii niemieckiej służyło zaledwie 98 czołgów PzKpfw III, co stanowiło niecałe 3% ogółu wozów pancernych. Wobec tego, nie znalazły się one w etatach ani dywizji pancernych, ani lekkich. Trafiały one jednak do różnych dywizji, zarówno do kompanii lekkich, jak i ciężkich (w zastępstwie PzKpfw IV, których również brakowało). Liczba PzKpfw III wzrosła przed kampanią na zachodzie Europy i wynosiła 349 wozów. Było to jednak nadal zbyt mało, dlatego też główną rolę w wojskach pancernych nadal odgrywały słabsze PzKpfw II.

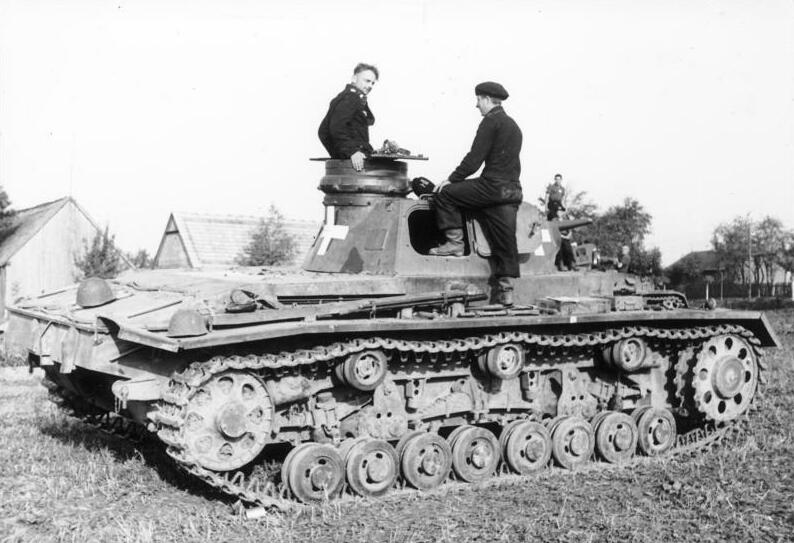
PzKpfw III Ausf. D w Polsce

Podczas kampanii wrześniowej czołgów tych użyto w ograniczonej ilości. Jego pierwsze serie były wtedy również słabo opancerzone. Maksymalna grubość pancerza tego czołgu wynosiła w czasie ataku na Polskę od 15 do 30 mm. Czołgi te mogły więc być skutecznie zwalczane dzięki użyciu polskiej broni przeciwpancernej jak armata Bofors, czy nawet karabin przeciwpancerny „UR”. Dzięki zastosowaniu w nim amunicji o kalibrze 7,92 mm PzKpfw III mógł być skutecznie niszczony, w zależności od grubości pancerza, z odległości 100-300 metrów Czołgi te mogły być także skutecznie zwalczane przez dozbrojone działkami 20 mm polskie tankietki TKS, polskie czołgi 7TP czy będące na wyposażeniu polskich sił pancernych zachodnie konstrukcje takie jak angielskie Vickers E oraz francuskie Renault R-35. Doświadczenia września spowodowały, że Niemcy zdecydowali się w okresie późniejszym na zwiększenie grubości pancerza wszystkich produkowanych po 1939 czołgów, w tym także czołgu PzKpfw III.
Dopiero przed agresją na Związek Radziecki, czołgi PzKpfw III trafiły masowo do dywizji pancernych. Według oficjalnego etatu, w każdej z nich powinny się znaleźć 84 wozy tego typu, co stanowiło połowę całkowitego stanu dywizji. Także większość czołgów dowodzenia stanowiły Panzerbefehlswagen III (pojazdy na podwoziu PzKpfw III). Spora część z nich była już przezbrojona w krótkolufową armatę kalibru 50 mm, co pozwalało im na skuteczna walkę z sowieckimi czołgami lekkimi. Jednak było to za mało, by sprostać mocniej opancerzonym wozom z serii T-34 i KW. Dlatego też od początku 1942 rozpoczęto przezbrajanie PzKpfw III w armaty długolufowe. Przez krótki czas, PzKpfw III Ausf. J był najlepszym czołgiem niemieckim, gdyż w tym czasie wozy serii PzKpfw IV były uzbrojone tylko w krótkolufowe działa. Jednak wkrótce sytuacja uległa zmianie i te czołgi również przezbrojono.
Okazało się, że wieża PzKpfw III jest zbyt mała, by zamontować w niej długolufowe armaty kalibru 75 mm, a tylko takie mogło skutecznie zagrozić średnim czołgom alianckim. Dlatego też zaczęto je powoli wycofywać z dywizji pancernych i zastępować wozami PzKpfw IV. Natomiast rolę czołgu cięższego, zaczęły od lata 1943 spełniać PzKpfw V Panther. PzKpfw III przenoszono do batalionów czołgów ciężkich, gdzie stanowiły ochronę dla PzKpfw VI Tiger przed piechotą nieprzyjaciela, oraz do dywizji grenadierów pancernych, gdzie zastępowały działa pancerne StuG III i IV. Ich produkcję zakończono w sierpniu 1943 i przed końcem 1944, niemal zupełnie znikły z jednostek frontowych. Nieliczne egzemplarze pozostały jednak w służbie aż do końca wojny, jednak wyłącznie w oddziałach okupacyjnych. Podwozia wycofywanych pojazdów posłużyły do konstrukcji innych wozów specjalnego przeznaczenia, natomiast wymontowanych wież użyto m.in. do ufortyfikowania Wału Atlantyckiego i Linii Hitlera.
Czołgi PzKpfw III służyły również w armiach innych krajów. Niewielka ich liczba trafiła na Węgry (10 szt.), do Rumunii (11 szt.), Bułgarii (7 szt.) i Słowacji (10 szt.). Kilka egzemplarzy zostało przekazanych również Chorwacji. Zakupem 56 czołgów PzKpfw III była zainteresowana Turcja, jednak z powodu sytuacji politycznej zamówienie nie zostało zrealizowane. Prawdopodobnie, część wozów została jednak dostarczona kontrahentowi. W toku wojny z Niemcami, Związek Radziecki przejął nieznaną liczbę PzKpfw III i IV, oraz Sturmgeschütz III/IV. Część z nich została użyta bez żadnych modyfikacji (głównie w celu zmylenia przeciwnika), część natomiast przerobiono na działa samobieżne SU-76 i/lub SG-122A. Niewielka liczba czołgów PzKpfw III służyła także po wojnie w armii norweskiej i czechosłowackiej. Armia fińska używała dział pancernych Sturmgeschütz III aż do 1967.

## Dane techniczne
| Model                     | PzKpfw III Ausf. F                                           | PzKpfw III Ausf. H                                  | PzKpfw III Ausf. J                                  | PzKpfw III Ausf. L                            | PzKpfw III Ausf. M                            | PzKpfw III Ausf. N                            |
| Masa całkowita (kg)       | 19 500                                                       | 21 600                                              | 21 500                                              | 21 300                                        | 22 700                                        | 23 000                                        |
| Długość (mm)              | 5380                                                         | 5520                                                | 5560                                                | 6412                                          | 6412                                          | 5560                                          |
| Szerokość (mm)            | 2910                                                         | 2950                                                | 2950                                                | 2950                                          | 2950                                          | 2950                                          |
| Wysokość (mm)             | 2435                                                         | 2500                                                | 2500                                                | 2500                                          | 2500                                          | 2500                                          |
| Silnik                    | Maybach HL 120 TR 300 KM przy 3000 obr./min.                 | Maybach HL 120 TRM 300 KM przy 3000 obr./min.       | Maybach HL 120 TRM 300 KM przy 3000 obr./min.       | Maybach HL 120 TRM 300 KM przy 3000 obr./min. | Maybach HL 120 TRM 300 KM przy 3000 obr./min. | Maybach HL 120 TRM 300 KM przy 3000 obr./min. |
| Prędkość na drodze (km/h) | 40                                                           | 40                                                  | 40                                                  | 40                                            | 40                                            | 40                                            |
| Prędkość w terenie (km/h) | 18                                                           | 18                                                  | 19                                                  | 19                                            | 19                                            | 19                                            |
| Zasięg na drodze (km)     | 165                                                          | 165                                                 | 145                                                 | 155                                           | 155                                           | 155                                           |
| Zasięg w terenie (km)     | 95                                                           | 95                                                  | 85                                                  | 95                                            | 95                                            | 95                                            |
| Załoga                    | 5                                                            | 5                                                   | 5                                                   | 5                                             | 5                                             | 5                                             |
| Uzbrojenie                | 37 mm KwK 35/36 L/45 lub 50 mm KwK 38 L/42 3x MG34 (7,92 mm) | 50 mm KwK 38 L/42 lub KwK 39 L/60 2x MG34 (7,92 mm) | 50 mm KwK 38 L/42 lub KwK 39 L/60 2x MG34 (7,92 mm) | 50 mm KwK 39 L/60 2x MG34 (7,92 mm)           | 50 mm KwK 39 L/60 2x MG34 (7,92 mm)           | 75 mm KwK 37 L/24 2x MG34 (7,92 mm)           |

| Opancerzenie czołgu PzKpfw III grubość pancerza [mm] / nachylenie pancerza [stopnie] |                    |                    |                    |                    |                    |                    |                    |                    |
| \| Działo \| PzKpfw III Ausf. G \| PzKpfw III Ausf. G \| PzKpfw III Ausf. G \| PzKpfw III Ausf. G \| PzKpfw III Ausf. L \| PzKpfw III Ausf. L \| PzKpfw III Ausf. L \| PzKpfw III Ausf. L \| \| Miejsce \| przód \| boki \| tył \| góra \| przód \| boki \| tył \| góra \| \| ----------------------- \| ------------------ \| ------------------ \| ------------------ \| ------------------ \| ------------------ \| ------------------ \| ------------------ \| ------------------ \| \| Wieża \| 30/75 \| 30/65 \| 30/69-90 \| 12/0-7 \| 57/75 \| 30/65 \| 30/78 \| 10/0-7 \| \| Górny kadłub \| 30/81 \| 30/90 \| 30/80 \| 16/0 \| 50+20/81 \| 30/90 \| 50/73 \| 18/0-11 \| \| Dolny kadłub \| 30/69 \| 30/90 \| 30/80 \| 16/0 \| 50/69 \| 30/90 \| 50/80 \| 16/0 \| \| Osłona działa \| 30/* \| 30/* \| 30/* \| 30/* \| 50+20/* \| 50+20/* \| 50+20/* \| 50+20/* \| \| * – kształt profilowany \| \| \| \| \| \| \| \| \| |                    |                    |                    |                    |                    |                    |                    |                    |
| Działo | PzKpfw III Ausf. G | PzKpfw III Ausf. G | PzKpfw III Ausf. G | PzKpfw III Ausf. G | PzKpfw III Ausf. L | PzKpfw III Ausf. L | PzKpfw III Ausf. L | PzKpfw III Ausf. L |
| Miejsce | przód              | boki               | tył                | góra               | przód              | boki               | tył                | góra               |
| Wieża | 30/75              | 30/65              | 30/69-90           | 12/0-7             | 57/75              | 30/65              | 30/78              | 10/0-7             |
| Górny kadłub | 30/81              | 30/90              | 30/80              | 16/0               | 50+20/81           | 30/90              | 50/73              | 18/0-11            |
| Dolny kadłub | 30/69              | 30/90              | 30/80              | 16/0               | 50/69              | 30/90              | 50/80              | 16/0               |
| Osłona działa | 30/*               | 30/*               | 30/*               | 30/*               | 50+20/*            | 50+20/*            | 50+20/*            | 50+20/*            |
| * – kształt profilowany |                    |                    |                    |                    |                    |                    |                    |                    |

| Skuteczność działa czołgu PzKpfw III grubość pancerza przebijanego pod kątem 30° [mm] |                   |                   |                   |                   |                   |                   |                   |                   |                   |                   |
| \| Panzergranate 39 \| 53 \| 43 \| 32 \| 24 \| 67 \| 57 \| 44 \| 34 \| \| Panzergranate 40 \| 94 \| 55 \| 21 \| – \| 130 \| 72 \| 38 \| – \| \| Pzgr 39 – pocisk przeciwpancerny (APCBC) Pzgr 40 – pocisk podkalibrowy (APCR) \| \| \| \| \| \| \| \| \| |                   |                   |                   |                   |                   |                   |                   |                   |                   |                   |
| Działo | 50 mm KwK 38 L/42 | 50 mm KwK 38 L/42 | 50 mm KwK 38 L/42 | 50 mm KwK 38 L/42 | 50 mm KwK 39 L/60 | 50 mm KwK 39 L/60 | 50 mm KwK 39 L/60 | 50 mm KwK 39 L/60 | 50 mm KwK 39 L/60 | 50 mm KwK 39 L/60 |
| Odległość [m] | 100               | 500               | 1000              | 1500              | 100               | 500               | 1000              | 1500              |                   |                   |
| Panzergranate 39 | 53                | 43                | 32                | 24                | 67                | 57                | 44                | 34                |                   |                   |
| Panzergranate 40 | 94                | 55                | 21                | –                 | 130               | 72                | 38                | –                 |                   |                   |
| Pzgr 39 – pocisk przeciwpancerny (APCBC) Pzgr 40 – pocisk podkalibrowy (APCR) |                   |                   |                   |                   |                   |                   |                   |                   |                   |                   |

## Inne pojazdy na podwoziu PzKpfw III

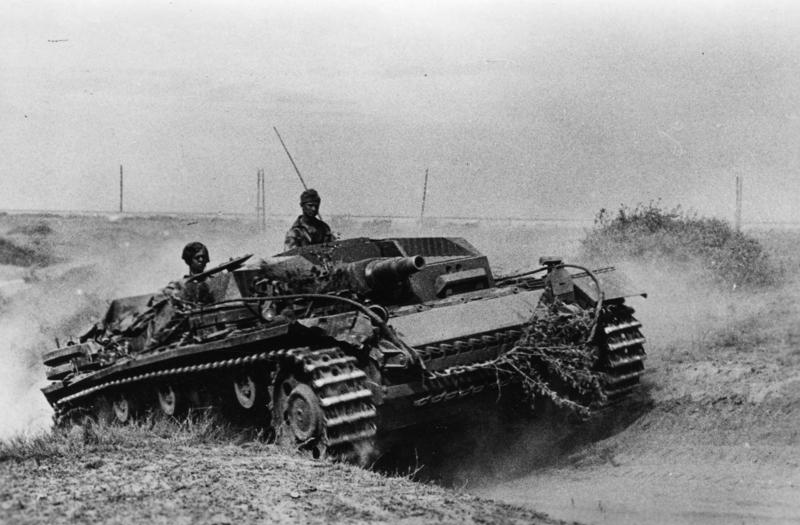
StuG III pod Stalingradem we wrześniu 1942 roku

Najbardziej znanym pojazdem skonstruowanym na bazie czołgu PzKpfw III, było działo pancerne Sturmgeschütz III. Wozy StuG III powstały przez zabudowanie na podwoziu czołgowym armaty 75 mm StuK 37 L/24. Natomiast pojazdy wyposażone w długolufowe działo 75 mm StuK 40 L/43 lub L/48, otrzymało oznaczenie StuG 40. Ogółem wyprodukowano ponad 9400 dział szturmowych Sturmgeschütz III/40, czyli o ponad 3,5 tysiąca więcej niż czołgów PzKpfw III. W marcu 1942 powstał projekt haubicy samobieżnej. W wozach StuG 40 zaczęto montować haubice szturmowe 105 mm StuH 42 L/28. Pojazd otrzymał oznaczenie StuH 42 (Sturmhaubitze 42) i został wyprodukowany w liczbie 1299 sztuk. W 1942, na podwoziach wozów StuG III/40, zaczęto także montować ciężkie działa 150 mm sIG 33 L/11, oznaczone StuIG 33 (Sturminfanteriegeschütz 33). Powstały jednak tylko 24 takie pojazdy.
Na bazie czołgów PzKpfw III budowano również wozy dowodzenia (Panzerbefehlswagen III). Początkowo były one uzbrojone jedynie w karabiny maszynowe i posiadały atrapy działek, jednak w toku wojny wyposażono je w armaty kalibru 50 mm. Na początku 1943 100 czołgów PzKpfw III Ausf. H przezbrojono w miotacze ognia (Flammpanzer III), które wzięły później udział w operacji Cytadela. Przed planowaną inwazją na Wielką Brytanię, 168 czołgów PzKpfw III Ausf. F/G/H przystosowano do pokonywania przeszkód wodnych o głębokości do 15 m. Konstrukcję nazwano Tauchpanzer III i wykorzystano w operacji Barbarossa do sforsowania Bugu. Podjęto także produkcję 262 wozów kierowania ogniem artylerii samobieżnej (Beobachtungswagen III). Czołgi starszych typów, wycofywane z dywizji pancernych rozbrajano i przerabiano na samobieżne transportery amunicyjne (Munitionschlepper III), wozy pogotowia technicznego (Bergepanzer III), lub wozy jednostek inżynieryjnych (Pionierpanzerwagen III). Na podwoziu Panzerkampfwagen III zostały zaprojektowane przez ZSRR działa pancerne SU-76I i SU-85I, gdzie były uzbrojone w armaty 76,2mm F-34, 76,2 mm ZiS-5 i 85mm D-5S-85A.